# 马亨德拉讷格尔
马亨德拉讷格尔是尼泊爾的城市，位於該國西南部，由遠西省負責管轄，距離首都加德滿都700公里，毗鄰與印度接壤的邊境，2005年人口99,124。